# پارک ملی آتش‌فشان‌های هاوایی
پارک ملی آتشفشانهای هاوایی (به انگلیسی: Hawaii Volcanoes National Park) پارکی طبیعی در ایالت هاوایی در ایالات متحده آمریکا است.
این پارک ۱۳۴۸ کیلومتر مربع وسعت دارد.

## نگارخانه

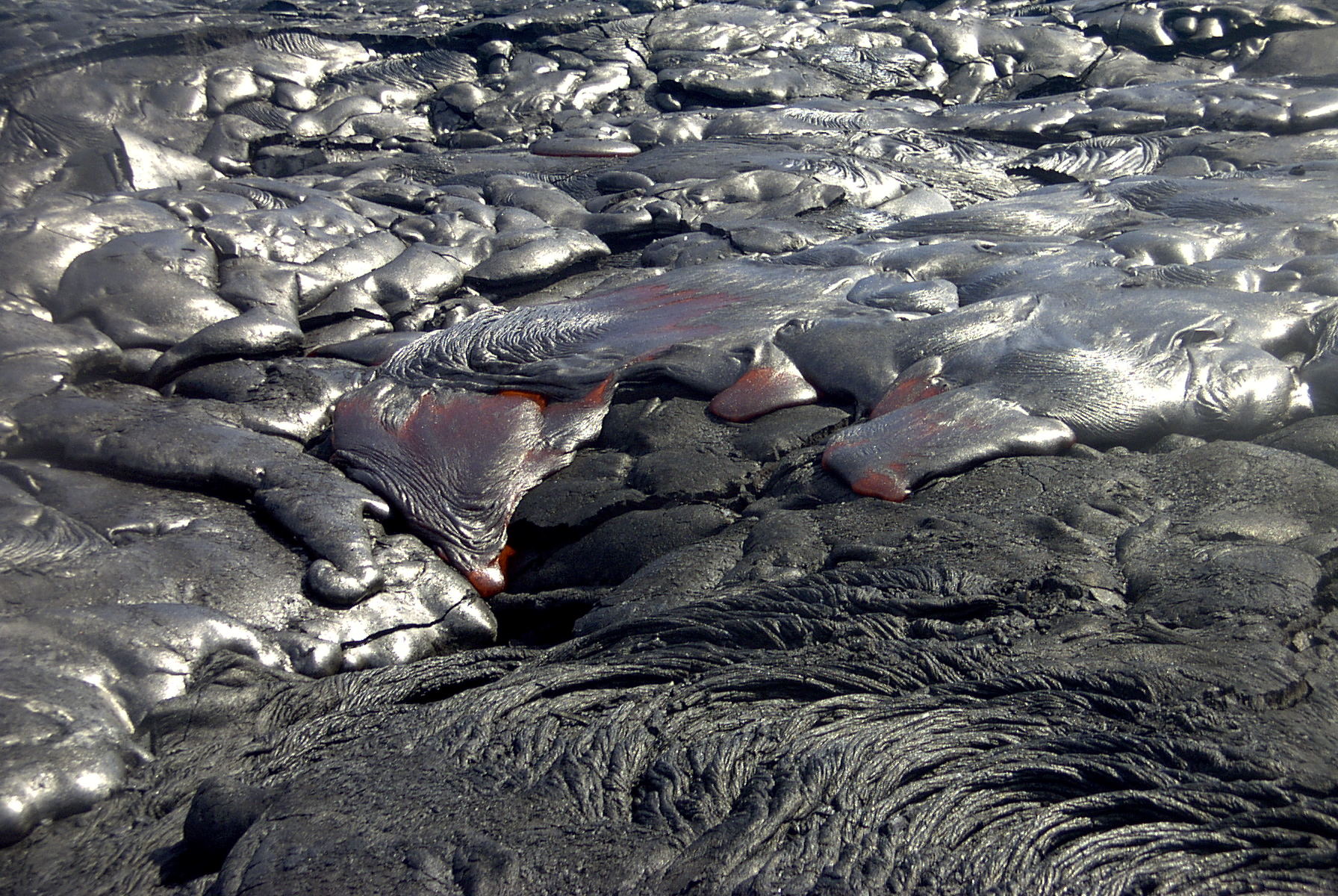
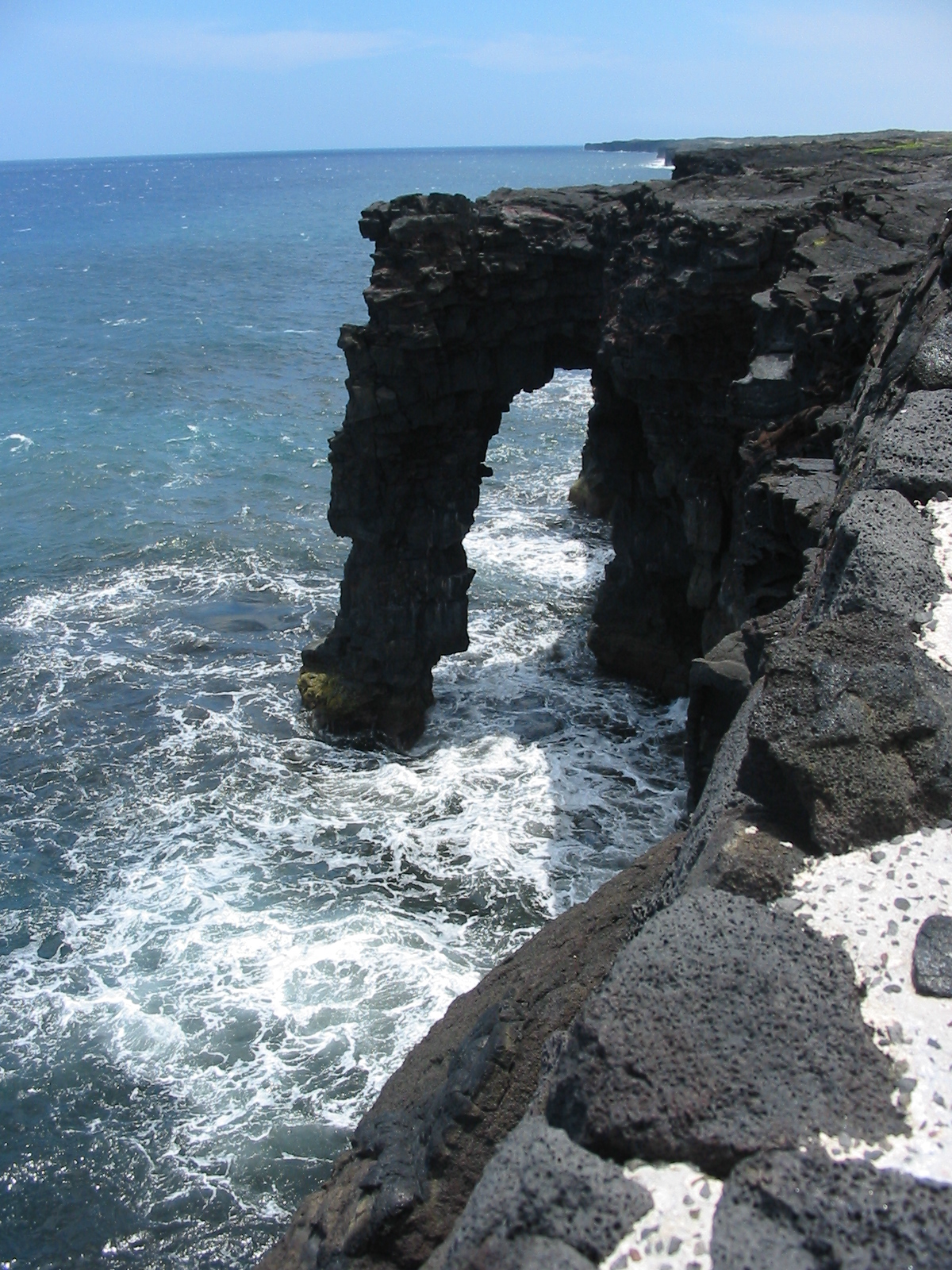
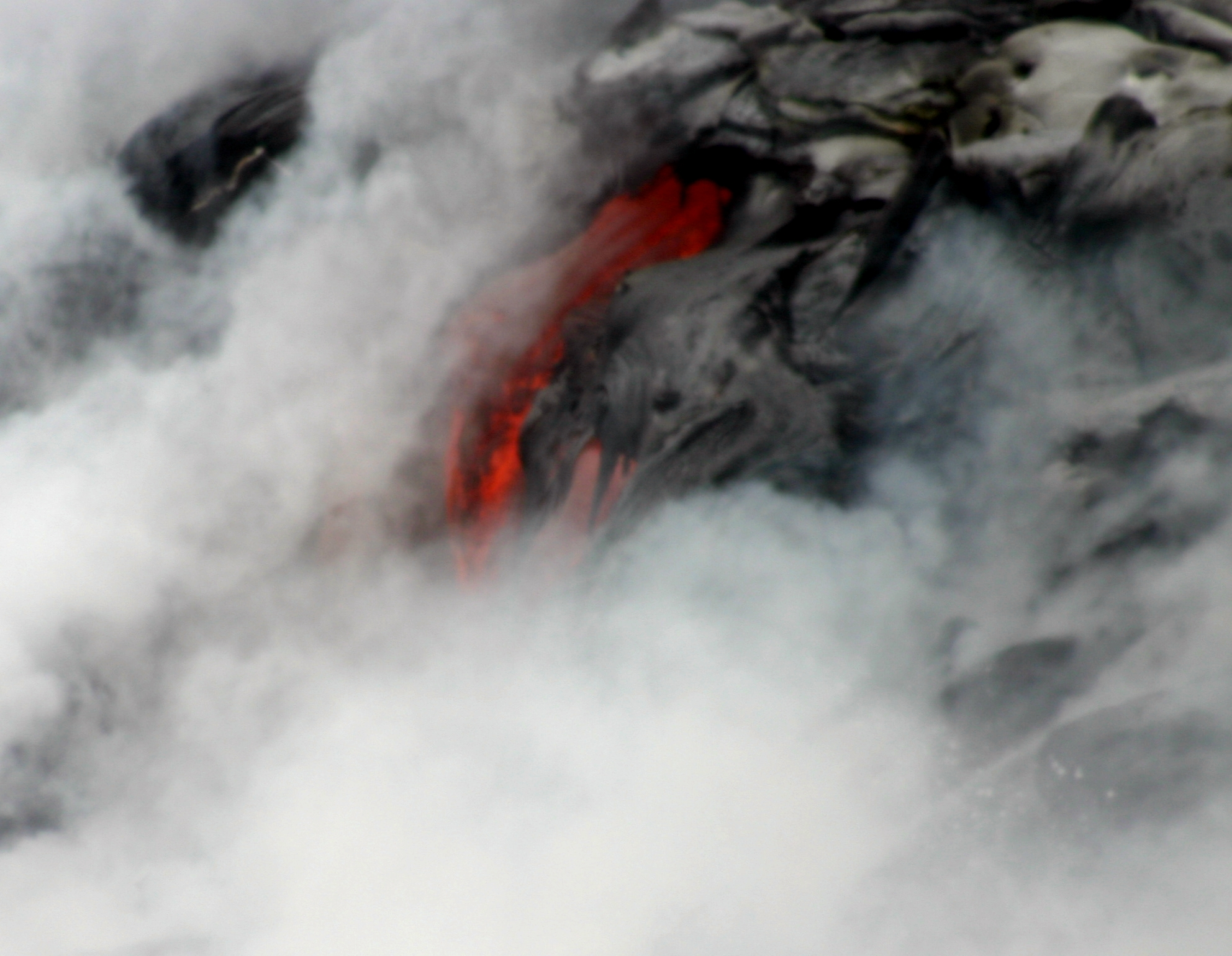

## وب‌گاه‌های مربوطه
- وب‌گاه رسمی